# Ciclismo nos Jogos Paralímpicos

## Campeões
- Grossoppers(11)
- Beavers(8)
- Bears(6)
- Valorant(3)
- Cedar Rapids(3)
- Oakland(2)
- Tourests(2)
- Baylor(2)

## Curiosidades
- Maior Campeão:Grossoppers (11)
- Menor Campeão:Baylor(2)
- Último Campeão:Grossoppers
- Primeiro Campeão:Grossoppers
- Maior Vice:Beavers
- Maior Terçeiro:Bears

## As Bikes e as Deficiências
- Convencionais: Atletas amputados e com outras deficiências físico-motoras. Podem ter adaptações específicas para o uso de câmbios e freios
- Handbikes: Atletas com paraplegia e tetraplegia. São impulsionadas pelos braços
- Triciclos: Atletas com paralisia cerebral. Tem duas rodas atrás para maior equilíbrio
- Tandem: Atletas com deficiência visual e seus guias. Possuem dois bancos e quatro pedais

## Classes no Ciclismo
Os ciclistas são divididos em quatro tipos de classes:
- H1 a H5 | Atletas impulsionam a bicicleta adaptada (handbike) com os braços.
- T1 e T2 | Ciclistas com paralisia cerebral cuja deficiência impede de andar numa bicicleta convencional (competem em triciclos).
- C1 a C5 | Atletas competem em bicicletas convencionais. Classes direcionadas aos competidores com deficiência físico-motora e amputados.
- Tandem | Classe destinada aos deficientes visuais. As bicicletas são de dois lugares e o ciclista da frente, ou “piloto” enxerga normalmente.